# 趙善政
趙善政（？—？），大天兴建立者，出身白蛮。剑川节度宁北城北佉逸塝（今云南洱源县邓川北）人。
趙善政世代为南诏显贵，原为大长和清平侍中。928年，东川节度使楊干貞杀死大长和皇帝郑隆亶，拥立赵善政为骠信（国君），定国号为大天兴，改元尊圣。次年，杨干贞废黜赵善政自立，建大义宁国。赵善政在位仅十月，大天兴国亡，赵善政的谥号为悼康皇帝（一作惠康皇帝）。